# Anabate à lunettes
Anabacerthia variegaticeps
Espèce
Statut de conservation UICN

 LC  : Préoccupation mineure
L'Anabate à lunettes (Anabacerthia variegaticeps) est une espèce de passereaux de la famille des Furnariidae (Furnariidés en français).

## Description
L'Anabate à lunettes a une taille comprise entre 14,5 et 16 cm. La calotte et la nuque sont gris olive avec d'étroites lignes blanchâtres et sont bordées de sombre. Le dos et les scapulaires sont bruns. Le croupion est jaunâtre, les ailes rousses et la queue noisette. Les lores sont sombres et les cercles auriculaires sont cannelle. Le menton et la gorge sont jaunâtres avec les plumes au bas de la gorge sombres. Le dessous du plumage tire sur le brun, avec quelques taches claires éparpillées, les flancs sont brun foncé et les couvertures sous-alaires sont ocre. Les sexes sont semblables.

## Répartition
L'Anabate à lunettes se rencontre du sud du Mexique au nord et centre du Guatemala, au Belize, en passant par l'est du Salvador, le Honduras, le Costa Rica jusqu'au nord du Panama, puis de l'ouest de la Colombie à l'Équateur.

## Habitat
Il fréquente les contreforts et les forêts montagnardes humides.

## Sous-espèces
D'après la classification de référence (version 5.2, 2015) du Congrès ornithologique international, cette espèce est constituée des trois sous-espèces suivantes (ordre phylogénique) :
- Anabacerthia variegaticeps schaldachi Winker, 1997 ;
- Anabacerthia variegaticeps variegaticeps (Sclater, 1857) ;
- Anabacerthia variegaticeps temporalis (Sclater, 1859).